# Acalypha heteromorpha
Acalypha heteromorpha é uma espécie de flor do gênero Acalypha, pertencente à família Euphorbiaceae.